# Parafia Niepokalanego Serca Najświętszej Maryi Panny w Strupinie
Parafia Niepokalanego Serca Najświętszej Maryi Panny – parafia rzymskokatolicka w Strupinie, w dekanacie Prusice, w archidiecezji wrocławskiej.

## Liczebność i obszar parafii
Parafię zamieszkuje ok. 1300 mieszkańców. Parafia obejmuje następujące miejscowości: Raki (6 km), Górowo (2 km), Gródek (2 km), Łazarzowice (6 km), Ligota Strupińska (1 km), Pawłoszewo (4 km), Pierusza (6 km), Piotrkowice (3 km), Proszkowa (5 km), Siodłkowice (5 km), Stęszów (7 km), Smarków (4 km), Straża (3 km), Warzęgowo (4 km), Zakrzewo (5 km)

## Historia parafii
Parafię erygowano w 1929 r. Księgi metrykalne prowadzone są od 1945 r. Ostatnią wizytację kanoniczną przeprowadził ks. bp Jan Tyrawa w 2003 r., a następna została przeprowadzona 24-25 maja 2008 r.

## Poprzedni duszpasterze
ks. Kazimierz Wróbel, ks. pomocniczy Edward Jurek

## Kościoły i kaplice mszalne
- Strupina, pw. św. Józefa Oblubieńca NMP - kościół pomocniczy
- Warzęgowo, pw. św. Wojciecha - kościół filialny

## Godziny Mszy św.
niedziele: 8.00, 10.00, 12.00
dni powszednie: lato 18.00, zima 17.00

## Grupy parafialne
- Żywy Różaniec
- Rada Parafialna
- Eucharystyczny Ruch Młodych
- Lektorzy
- Ministranci